# Observatorio Astronómico de La Sagra
El Observatorio Astronómico de La Sagra es un observatorio astronómico de propiedad privada situado en el municipio español de la Puebla de Don Fadrique, en Granada. La gestión científica depende del Instituto de Astrofísica de Andalucía; fue inaugurado el 14 de junio de 2004, fruto de un convenio de colaboración entre el IAA, dependiente del Consejo Superior de Investigaciones Científicas (CSIC) y el Observatorio Astronómico de Mallorca (OAM). Está dedicado a la investigación en el campo del sistema solar.

## Situación
Está ubicado en los collados de La Sagra, a 1530 m s. n. m. y a unos 14 km de la población de Puebla de Don Fadrique, cerca del límite con la Región de Murcia. Dista unos 85 km del Observatorio de Calar Alto, situado en Almería, en uno de los pocos entornos naturales de España con buen clima, atmósfera transparente y muy bajos índices de contaminación lumínica.

## Instalaciones y equipamiento
Está formado por el centro de control de los telescopios, una residencia para los astrónomos y tres cúpulas que alojan los telescopios de rastreo (reflectores de 30 a 40 cm de diámetro); en 2007 se añadió una cuarta cúpula con un reflector de 45 cm.

## Líneas de trabajo
Se desarrollan estudios de los cuerpos menores del sistema solar:
- búsqueda de objetos próximos a la Tierra (también conocidos como NEO por sus siglas en inglés), confirmación de su órbita y seguimiento;
- búsqueda de objetos transneptunianos;
- búsqueda de asteroides del Cinturón principal

Está incluido en la red de observatorios españoles denominada Spaceguard Spain, entidad dedicada a promover la investigación, búsqueda, estudio y seguimiento de los objetos celestes cuyas órbitas los llevan a aproximarse a la Tierra.

## Objetos descubiertos

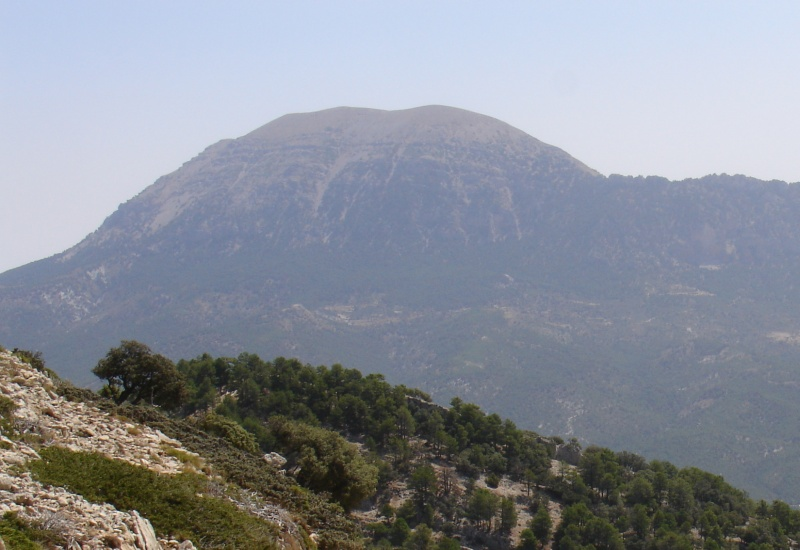
Sierra de la Sagra

El 26 de noviembre de 2006, el observatorio fue incluido formalmente en los bancos de datos del Centro de Planetas Menores con el código J75 y desde entonces se descubrieron allí numerosos asteroides. El primero de ellos, denominado (185101) 2006 SX19, fue descubierto el 19 de septiembre de 2006. El asteroide (185639) Rainerkling, descubierto el 28 de marzo de 2008, fue nombrado en honor del astrónomo aficionado alemán Rainer Kling.
Entre los objetos peligrosos descubiertos desde estas instalaciones se encuentra el asteroide denominado (216258) 2006 WH1, descubierto en noviembre de 2006. Mide unos 300 m de diámetro y ha sido clasificado como asteroide potencialmente peligroso (PHA).
El 14 de julio de 2007 sus telescopios descubrieron el cuarto asteroide que se mueve en la misma órbita que Marte, denominado (311999) 2007 NS2. Se trata de una pequeña roca de unos 950 m de diámetro.
El 11 de agosto de 2007 fue descubierto un nuevo asteroide, una roca irregular de entre 3 km y 5 km de diámetro, que ha sido bautizada con el nombre de (164589) La Sagra en conmemoración de la montaña en cuya ladera norte se encuentra el observatorio.
En julio de 2008 se descubrió la segunda nova en la galaxia M31. Ese mismo mes, el día 27, se descubrió un nuevo asteroide potencialmente peligroso para la tierra denominado 2008 OO, cuyo periodo orbital se estima en 2,90 años.
El 15 de febrero de 2012, gracias a sus cuatro  telescopios robóticos operados por telecontrol por el OAM y a la inexistente contaminación lumínica de la sierra de La Sagra, un equipo coordinado por Jaime Nomen, astrónomo del Observatorio Astronómico de Mallorca (OAM) localiza el asteroide (367943) Duende, y calcula que al año siguiente, el 15 de febrero de 2013, pasaría a 27 000 km de la Tierra, la distancia más corta jamás registrada en un asteroide. Hay que tener en cuenta que es una distancia bastante menor que la de la órbita de los satélites geosíncronos, que orbitan a 35 786 km.

## Suspensión temporal de actividades
En su página de web en el punto de menú "Información General" el observatorio explica

Tras un periodo de algunos años sin actividades programadas por problemas de diversa índole, el observatorio ha retomado, en 2015 el pleno funcionamiento y lo hace de forma completamente renovada.

 Posteriormente cesó en su actividad.

### Trabajos y publicaciones
- Early Evolution of the Outburst of Comet 17P/Holmes.: un estudio sobre el cometa 17P/Colmes publicado en la web del Lunar and Planetary Institute (en inglés)
- A Model of the Early Evolution of the 2007 Outburst of Comet 17P/Holmes (enlace roto disponible en Internet Archive; véase el historial, la primera versión y la última).: resumen (abstract) de un artículo publicado en The Astrophysycal Journal Letters (en inglés)
- Lightcurve of Minor Planet 1747 Wright: resumen (abstract) de un artículo publicado en The Minor Planet Bulletin (en inglés)